# گروه اف‌اس‌پی

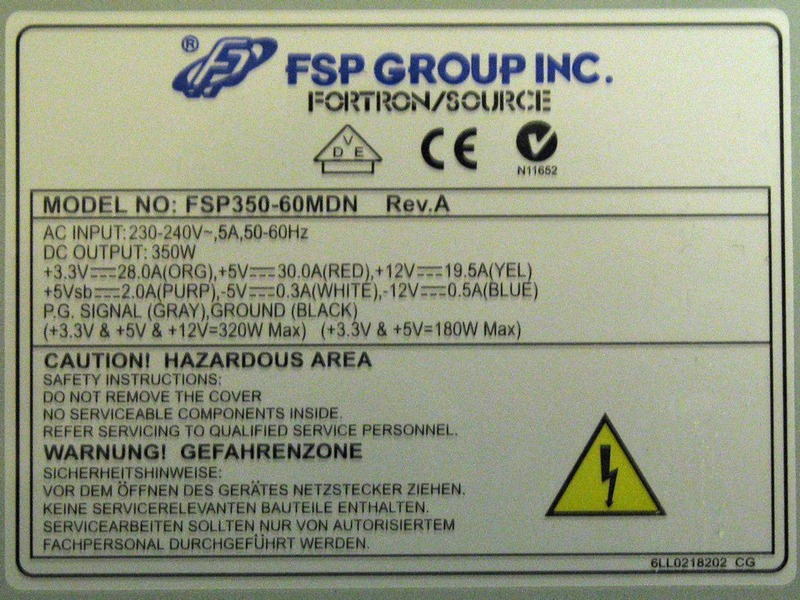
گروه اف‌اس‌پی (انگلیسی: FSP Group) شرکت فناوری اطلاعات تایوانی است، که در سال ۱۹۹۳ تأسیس شد.